# Русский инвалид
«Русский инвалид» — військова газета, що видавалася в Санкт-Петербурзі, офіційна газета Військового міністерства в 1862—1917 рр.

## Історія
Заснована Павлом Павловичем Пезаровіусом з патріотично-благодійною метою: дохід призначався на користь інвалідів Вітчизняної війни, солдатських вдів і сиріт. Завдяки розміщенню політичних звісток з театру війни раніше, ніж в інших газетах, «Русский Інвалід» мав величезний успіх: зібрані кошти (від підписки та від пожертвувань) дали Пезаровіусу можливість не тільки видавати допомоги, а й утворити особливий капітал, переданий ним в 1815 році в «комітет, височайше заснований в 18-й день серпня 1814 року» (З 12 грудня 1877 року став називатися «Олександрівський комітет про поранених»). Разом з цим газета стала приналежністю комітету. П. П. Пезаровіус мав намір припинити свою участь в ній, але Найвищий на його ім'я рескрипт, в якому Государ висловлював упевненість, що Пезаровіус П. П. «не перестане і надалі продовжувати корисну працю свою», змусив його залишитися редактором.
Виходила в 1813 щотижня, в 1814—1815 — 2 рази на тиждень, з 1816 — щодня (в 1869 році — 3 рази на тиждень). До «Російського інваліда» виходили численні програми та додатки: в 1822—1826 рр. «Новини літератури»; в 1831—1839 рр. Літературний додаток; в 1864—1865 рр. Щотижневий додаток; в 1899—1910 рр. Безкоштовний літературний додаток; в 1905—1906 рр. «Ізборник газети Російський інвалід»; в 1917 році Ілюстрований додаток.